# François de Poilly
François de Poilly o François Poilly (Abbeville, 1623 – Parigi, 1693) è stato un incisore francese.

## Biografia
Era figlio di un orafo che gli diede le prime lezioni di disegno e poi fu apprendista dell'incisore parigino Pierre Daret. Si recò poi a Roma dove trascorse sette anni con l'incisore Cornelis Bloemaert II, che gli fece ottenere la maestria dell'arte. Morì a Parigi.
(F. E. Joubert)

## Opera
Poilly è noto per aver realizzato circa 400 incisioni, principalmente su temi religiosi da opere di Raffaello, Guido Reni, Annibale Carracci, Pierre Mignard, Charles Le Brun, Nicolas Poussin, Sébastien Bourdon e Eustache Le Sueur.
Realizzò le illustrazioni incise degli abiti cerimoniali degli ordini menzionati Histoire des ordres ... di Maximilien Bullot & Pierre Hélyot's.
Il suo apprendista Jean-Louis Roullet realizzò un suo bellissimo ritratto, sul quale Pierre-Jean Mariette scrisse:
(Pierre-Jean Mariette)
Il fratello minore di François, Nicolas de Poilly (1626-1698), fu anch'egli un incisore, così come i due figli di quest'ultimo, Jean-Baptiste de Poilly (1669-1728) e Nicolas de Poilly (1675-1723).